# Louis Legoarant de Tromelin
Louis François Marie Nicolas Legoarant de Tromelin également orthographié Le Goarant de Tromelin (11 janvier 1786 à  Gourin en Bretagne - 15 mai 1867 à Lorient) est un contre-amiral français, envoyé dans l'océan Pacifique pour y mener des missions politiques et militaires, on lui attribue la découverte des îles Phœnix dans l'archipel des Kiribati et l'île de Fais dans les Îles Carolines. Il explore également Vanikoro et donne l'assaut sur Hawaï en 1849.

## Biographie

### Enfance et origines
Louis Le Goarant de Tromelin nait dans une famille aristocratique bretonne de six enfants. Il est le fils de Joseph-Marie Le Goarant de Tromelin, né le 2 février 1747 à Châteauneuf-du-Faou (Finistère) et décédé le 16 août 1839 à Lorient (Morbihan), notaire et procureur à Châteauneuf-du-Faou, puis procureur au Siège Royal de Gourin (Morbihan) et enfin juge de paix à Lorient, et de Marie Françoise Pétronille Allio.
Armoiries : D'or, à la fasce de sable accompagnée de trois trèfles de même : 2 et 1.

### Service dans la Marine
Tromelin rejoint la Marine en tant que mousse le 24 janvier 1800. Il sert sur des différents bâtiments au cours  des guerres napoléoniennes. Le 6 octobre 1801, il est promu aspirant, il embarque à bord du Duguay-Trouin, et participe à son bord à la Bataille de Trafalgar en 1805, au cours de laquelle il est blessé et fait prisonnier ; conduit en Angleterre, il s’en évada en 1807 sur un canot.
Le 18 juillet 1811, il est promu enseigne de vaisseau. Il sert successivement sur les vaisseaux Le Vétéran de 1811 à 1813, sur Le Nestor de 1813 à 1814, le Marengo, en 1814, sur L'Africaine de 1814 à 1817, et navigue dans les Îles de France et de Bourbon. Nommé lieutenant de vaisseau, le 1er juillet 1818, il prend le commandement de la goélette Le Lévrier pour la troisième campagne de reconnaissance sur les côtes de l'Afrique. Après avoir passé une année à terre, il est fait Chevalier de l'Ordre de Saint-Louis, le 22 août 1819.
En 1820 et 1821, il prend place comme passager à bord du navire de commerce Le Courrier, Le Havre et Cayenne, où il reste en mission durant près de 5 mois. Sa mission terminée, Tromelin quitte Cayenne en direction de la Martinique à bord du brick Le Lézard, puis il monte à bord du navire de commerce Le Juste, pour revenir en métropole (à Bordeaux). En 1821 et 1822, il navigue vers l'Ouest à bord des frégates Fleur de Lys et La Guerrière.
Le 22 mai 1825, il est promu au grade de capitaine de frégate, par ordonnance du roi Charles X, et obtient le commandement de la goélette La Torche, avec laquelle il patrouille au large des côtes d'Espagne. L'année suivante, il reçoit le commandement de la corvette La Bayonnaise sur laquelle il naviguera 33 mois et 5 jours. Le 21 décembre, il lève l'ancre de Toulon pour Amérique du Sud, via Hawaï, où il devait faire un rapport sur la situation politique et améliorer le sort des missionnaires français. Il fait escale sur plusieurs îles du Pacifique, avant de revenir à Toulon, le 19 mars 1829. Son voyage d'Ouest en Est durera 2 ans 2 mois et 27 jours. Le 8 février 1828 il quitte les côtes du Chili afin de traverser l'océan Pacifique et d'aller à la recherche des débris du naufrage de La Pérouse.
Dans son rapport daté de l'océan indien le 28 septembre 1828, il relate ce voyage : « Depuis mon départ du Pérou ... j'ai visité les iles Sandwich, celles de Fanning, Sidney, Phoenix, Rotumah, Tucopia, Vanicolo, théâtre du désastre de La Pérouse, Touboua, ou ile Ourry de Carteret, Andani, ou Santa-Cruz de Mendana, les Iles Swallow de Carteret, Guam des Mariannes, vu quelques-unes des Carolines, passé dans le grand archipel d'Asie, par les Moluques et touché Cayeli de Bourou et Campany de Timor. ... j'arrivai devant Vanicolo le 3 juin, et je m'arrêtai douze jours. En en faisant la reconnaissance détaillée, je reconnu à la partie nord-est une ile détachée, séparée de la principale par un canal qui, du dehors, ne parait pas ouvert. Ce canal forme un port dans lequel les capitaines Dillon et d'Urville ont mouillé. Ce dernier a élevé sur une pointe un monument avec cette inscription sur une plaque en plomb : à la mémoire de la Pérouse et de ses compagnons. ... J'étais rentré au port de Marseille le 19 mars 1829, rapportant des cartes des iles Fanning, Rotoumah, Tucopia, Touboua et des iles Swallow, après avoir rectifié la géographie de plusieurs autres iles de l'océan Pacifique, et signalé un grand nombre de bancs, d'îles et de recifs non portés sur aucune carte précédente » (extrait de l'histoire Universelle des voyages - Tome XVIII  - Page 381 à 393).
Le 8 août 1829, moins d'un an après son retour du Pacifique Tromelin est promu au grade de capitaine de vaisseau. En 1830, il obtient le commandement de la corvette La Thémis, puis celui de la frégate Victoire. Il restera dix ans sur ce bâtiment, de 1831 à 1841. À partir de mars 1844, il commande désormais le vaisseau Le Jemmapes.
Promu contre-amiral, le 17 décembre 1845, il a pour navire amiral la frégate La Poursuivante. Tromelin retourne dans le Pacifique en 1846 en tant que commandant de la Marine française dans le Pacifique. En août 1849, il occupe le fort d'Honolulu,. Rentré en France en 1851, il reçoit la Médaille de Sainte-Hélène, Commandeur de l'Ordre de Nichan Iftikhar tunisien. À la fin de sa carrière, Louis Le Goarant de Tromelin a passé 205 mois en mer en temps de paix, et 92 mois en temps de guerre.
Il meurt le 15 mai 1867 à Lorient (Morbihan) à l'âge de 81 ans.

### Distinctions
- Commandeur de la Légion d'honneur (28 juin 1844)[5]
- Médaille de Sainte-Hélène (1857)

Les services éminents comportent quarante-neuf années de service effectif, dont vingt-cinq à la mer, deux combats dans l'Inde sur la corvette Le Berceau ; combats de Trafalgar et dans le golfe, sur le vaisseau le Duguay-Trouin, où il fut blessé ; plusieurs commandements importants.

### Découvertes d'îles

#### Île Phoenix
À bord de la corvette Bayonnaise, Tromelin découvre Manra et les îles Phœnix, probablement en 1828, bien que certaines sources datent la découverte de 1823 et de 1826. Situant l'île à 3° 42′ 00″ S, 171° 43′ 00″ O, Tromelin affirme que l'île figurait déjà sur la carte de Norie . Une île "Phenix", ainsi que des îles sans nom dont les coordonnées sont proches figurent également dans le rapport fait par Jeremiah N. Reynolds à la marine américaine en 1828, mais l'origine de ce nom (et du découvreur) reste incertaine.

#### Île Fais
La découverte de l'île de Fais, est parfois attribuée à Tromelin bien que cette île ait pu être découverte par Francisco de Castro, lors de son voyage aux Philippines au XVIe siècle qui lui permit de découvrir l'existence des îles Caroline.

### Hommages
Dans Vingt Mille Lieues sous les mers (chapitre 19 - Vanikoro), Jules Verne fait allusion au voyage de Tromelin à Vanikoro en 1826-1829.

« Cependant, le gouvernement français, craignant que Dumont D'Urville ne fût pas au courant des travaux de Dillon, avait envoyé à Vanikoro la corvette « La Bayonnaise », commandée par Le Goarant De Tromelin, qui était en station sur le côte Ouest de l'Amérique. La Bayonnaise mouilla devant Vanikoro, quelques mois après le départ de l'Astrolabe, ne trouva aucun document nouveau, mais constata que les sauvages avaient respecté le mausolée de La Pérouse. »